# Bojongcideres
Bojongcideres is een bestuurslaag in het regentschap Majalengka van de provincie West-Java, Indonesië. Bojongcideres telt 3198 inwoners (volkstelling 2010).